# 米拉佐
米拉佐（義大利語：Milazzo），是意大利西西里大区墨西拿廣域市的一个市镇。总面积24.23平方公里，人口32655人，人口密度1347.7人/平方公里（2009年）。ISTAT代码为083049。